# Pranhartsberg
Pranhartsberg ist ein Ort auf dem Gebiet der gleichnamigen Katastralgemeinde von Sitzendorf an der Schmida im Bezirk Hollabrunn in Niederösterreich. Die Ortschaft hat 46 Einwohner (Stand 1. Jänner 2024). Bis Ende 1966 war Pranhartsberg eine eigenständige Gemeinde.

## Geschichte

### Prähistorische Zeit
Im Gebiet der Katastralgemeinde befinden sich zwei denkmalgeschützte Kreisgrabenanlagen:
- Pranhartsberg I ist eine zweifache Kreisgrabenanlage mit Durchmessern von 54 bzw. 80 Metern. Die magnetische Prospektion erfolgte 1999 (Listeneintrag).
- Pranhartsberg II ist ebenfalls eine zweifache Kreisgrabenanlage mit Durchmessern von 82 bzw. 105 Metern, die 1998 magnetisch prospektiert wurde (Listeneintrag).

### Neuzeit
Im Jahr 1822 wurde der Ort als Dorf mit 30 Häusern genannt, das nach Sitzendorf eingepfarrt war, wohin auch die Kinder eingeschult wurden. Die Herrschaft Wullersdorf besaß die Ortsobrigkeit und besorgte die Konskription. Die Landgerichtsbarkeit wurde von den Herrschaften Herrschaft Limberg und Altenburg ausgeübt. Die Untertanen und Grundholde des Ortes gehörten den Herrschaften Pfarre Sitzendorf und Wullersdorf.
Laut Adressbuch von Österreich waren im Jahr 1938 in der Ortsgemeinde Pranhartsberg ein Gemischtwarenhändler, eine Schneiderin und einige Landwirte ansässig.
Mit 1. Jänner 1967 wurden im Zuge der Niederösterreichischen Kommunalstrukturverbesserung die bis dahin selbständigen Gemeinden Pranhartsberg und Sitzenhart nach Sitzendorf an der Schmida eingemeindet.

## Ökologie

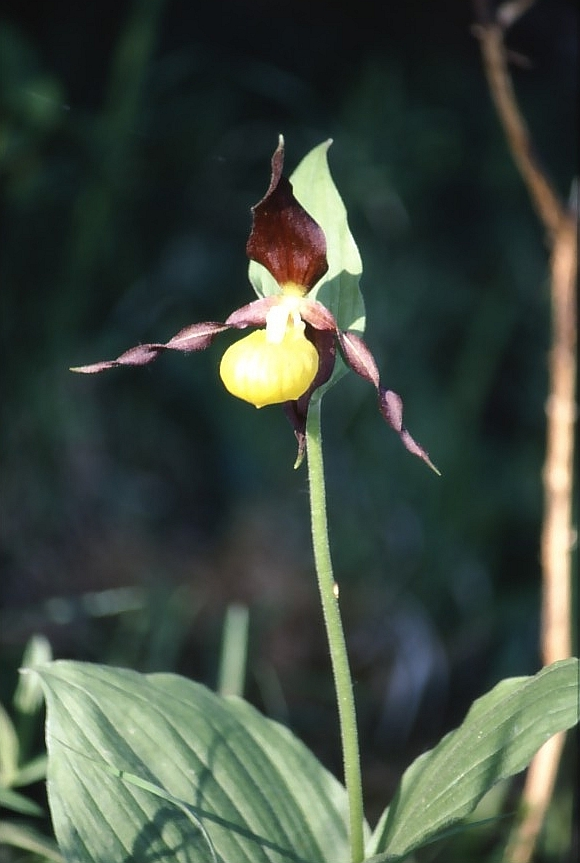
Rotbrauner Frauenschuh im Biotop Pranhartsberg

In Pranhartsberg liegt eines der wenigen auch größerflächig ausgeprägten Feuchtgebiete im Weinviertel, das ökologisch als wertvoll einzustufen ist. Es besteht aus einem etwa 25 ha großen flachen Sumpfgebiet (durchschnittlich ca. 120 m breites Mulden-Bachtal mit dazugehörigen Gehölzen und Schilfgebieten) und einer etwa 10 ha großen angrenzenden Trockenrasen-Hangzone, die zum Teil relativ steil ist und durch trocken / warme und lehmig / kalkreiche Standortbedingungen gekennzeichnet ist.
Die Großflächigkeit (mit angrenzenden Forstparzellen rd. 40 ha) bildet durch das enge Nebeneinander, von zwei so unterschiedlichen Gebieten Lebensraum für viele gefährdete Arten (Vögel, Schmetterlinge, Heuschrecken, Käfer und Pflanzen). So findet man hier 9 verschiedene Orchideenarten und weitere 8 vollkommen geschützte Arten, wie z. B. die Gold-Aster, die Türkenbund-Lilie oder etwa die Wiesen-Kuhschelle. 2002 konnte der in Österreich bereits als ausgestorben vermutete Narenta-Zwerguferkäfer (Aulacochthebius narentinus) im Bereich des Biotopes Pranhartsberg gefunden werden.